# Plavání na Letních olympijských hrách 1988
Plavání na Letních olympijských hrách 1988.

## Přehled medailí
| Pořadí | Země                                 | Zlato | Stříbro | Bronz | Celkově |
| ------ | ------------------------------------ | ----- | ------- | ----- | ------- |
| 1      | Německá demokratická republika (GDR) | 11    | 8       | 9     | 28      |
| 2      | Spojené státy americké (USA)         | 8     | 6       | 4     | 18      |
| 3      | Maďarsko (HUN)                       | 4     | 2       | 0     | 6       |
| 4      | Sovětský svaz (URS)                  | 2     | 2       | 5     | 9       |
| 5      | Austrálie (AUS)                      | 1     | 1       | 1     | 3       |
| 5      | Bulharsko (BUL)                      | 1     | 1       | 1     | 3       |
| 5      | Velká Británie (GBR)                 | 1     | 1       | 1     | 3       |
| 5      | Západní Německo (FRG)                | 1     | 1       | 1     | 3       |
| 9      | Japonsko (JPN)                       | 1     | 0       | 0     | 1       |
| 9      | Surinam (SUR)                        | 1     | 0       | 0     | 1       |
| 11     | Čína (CHN)                           | 0     | 3       | 1     | 4       |
| 12     | Kanada (CAN)                         | 0     | 1       | 1     | 2       |
| 12     | Rumunsko (ROU)                       | 0     | 1       | 1     | 2       |
| 14     | Kostarika (CRC)                      | 0     | 1       | 0     | 1       |
| 14     | Dánsko (DEN)                         | 0     | 1       | 0     | 1       |
| 14     | Nizozemsko (NED)                     | 0     | 1       | 0     | 1       |
| 14     | Švédsko (SWE)                        | 0     | 1       | 0     | 1       |
| 18     | Francie (FRA)                        | 0     | 0       | 2     | 2       |
| 18     | Nový Zéland (NZL)                    | 0     | 0       | 2     | 2       |
| 20     | Itálie (ITA)                         | 0     | 0       | 1     | 1       |
| 20     | Polsko (POL)                         | 0     | 0       | 1     | 1       |
| 20     | Španělsko (ESP)                      | 0     | 0       | 1     | 1       |
| Celkem | Celkem                               | 31    | 31      | 31    | 93      |

## Medailisté

### Muži
| Kategorie                      | Zlato | Čas      | Stříbro | Čas      | Bronz | Čas      |
| ------------------------------ | --- | -------- | --- | -------- | --- | -------- |
| 50 m volný způsob              | Matt Biondi · Spojené státy americké (USA)                                                                                         | 22.14    | Tom Jager · Spojené státy americké (USA) | 22.36    | Gennadij Prigoda · Sovětský svaz (URS) | 22.71    |
| 100 m volný způsob             | Matt Biondi · Spojené státy americké (USA)                                                                                         | 48.63    | Chris Jacobs · Spojené státy americké (USA)                                                                                                  | 49.08    | Stéphan Caron · Francie (FRA) | 49.62    |
| 200 m volný způsob             | Duncan Armstrong · Austrálie (AUS)                                                                                                 | 1:47.25  | Anders Holmertz · Švédsko (SWE) | 1:47.89  | Matt Biondi · Spojené státy americké (USA) | 1:47.99  |
| 400 m volný způsob             | Uwe Dassler · Německá demokratická republika (GDR)                                                                                 | 3:46.95  | Duncan Armstrong · Austrálie (AUS) | 3:47.15  | Artur Wojdat · Polsko (POL) | 3:47.34  |
| 1500 m volný způsob            | Vladimir Salnikov · Sovětský svaz (URS)                                                                                            | 15:00.40 | Stefan Pfeiffer · Západní Německo (FRG) | 15:02.69 | Uwe Dassler · Německá demokratická republika (GDR) | 15:06.15 |
| 100 m znak                     | Daiči Suzuki · Japonsko (JPN) | 55.05    | David Berkoff · Spojené státy americké (USA)                                                                                                 | 55.18    | Igor Poljanskij · Sovětský svaz (URS) | 55.20    |
| 200 m znak                     | Igor Poljanskij · Sovětský svaz (URS)                                                                                              | 1:59.37  | Frank Baltrusch · Německá demokratická republika (GDR)                                                                                       | 1:59.60  | Paul Kingsman · Nový Zéland (NZL) | 2:00.48  |
| 100 m prsa                     | Adrian Moorhouse · Velká Británie (GBR)                                                                                            | 1:02.04  | Károly Güttler · Maďarsko (HUN) | 1:02.05  | Dmitrij Volkov · Sovětský svaz (URS) | 1:02.20  |
| 200 m prsa                     | József Szabó · Maďarsko (HUN) | 2:13.52  | Nick Gillingham · Velká Británie (GBR) | 2:14.12  | Sergio López Miró · Španělsko (ESP) | 2:15.21  |
| 100 m motýlek                  | Anthony Nesty · Surinam (SUR) | 53.00    | Matt Biondi · Spojené státy americké (USA)                                                                                                   | 53.01    | Andy Jameson · Velká Británie (GBR) | 53.30    |
| 200 m motýlek                  | Michael Gross · Západní Německo (FRG)                                                                                              | 1:56.94  | Benny Nielsen · Dánsko (DEN) | 1:58.24  | Anthony Mosse · Nový Zéland (NZL) | 1:58.28  |
| 200 m polohový závod           | Tamás Darnyi · Maďarsko (HUN) | 2:00.17  | Patrick Kühl · Německá demokratická republika (GDR)                                                                                          | 2:01.61  | Vadim Jaroščuk · Sovětský svaz (URS) | 2:02.40  |
| 400 m polohový závod           | Tamás Darnyi · Maďarsko (HUN) | 4:14.75  | David Wharton · Spojené státy americké (USA)                                                                                                 | 4:17.36  | Stefano Battistelli · Itálie (ITA) | 4:18.01  |
| štafeta 4×100 m volný způsob   | Spojené státy americké (USA) · Chris Jacobs · Troy Dalbey · Tom Jager · Matt Biondi · Doug Gjertsen* · Brent Lang* · Shaun Jordan* | 3:16.53  | Sovětský svaz (URS) · Gennadij Prigoda · Jurij Baškatov · Nikolaj Jevsejev · Vladimir Tkacenko · Raimundas Mažuolis* · Oleksij Boryslavskyj* | 3:18.33  | Německá demokratická republika (GDR) · Dirk Richter · Thomas Flemming · Lars Hinneburg · Steffen Zesner                                                                   | 3:19.82  |
| štafeta 4×200 m volný způsob   | Spojené státy americké (USA) · Troy Dalbey · Matt Cetlinski · Doug Gjertsen · Matt Biondi · Craig Oppel* · Dan Jorgensen*          | 7:12.51  | Německá demokratická republika (GDR) · Uwe Dassler · Sven Lodziewski · Thomas Flemming · Steffen Zesner · Lars Hinneburg*                    | 7:13.68  | Západní Německo (FRG) · Erik Hochstein · Thomas Fahrner · Rainer Henkel · Michael Gross · Peter Sitt* · Stefan Pfeiffer*                                                  | 7:14.35  |
| štafeta 4×100 m polohový závod | Spojené státy americké (USA) · David Berkoff · Richard Schroeder · Matt Biondi · Chris Jacobs · Jay Mortenson* · Tom Jager*        | 3:36.93  | Kanada (CAN) · Mark Tewksbury · Victor Davis · Tom Ponting · Sandy Goss                                                                      | 3:39.28  | Sovětský svaz (URS) · Igor Poljanskij · Dmitrij Volkov · Vadim Jaroščuk · Gennadij Prigoda · Sergej Zabolotnov* · Valerij Lozik* · Konstantin Petrov* · Nikolaj Jevsejev* | 3:39.96  |

* Nezúčastnili se finále, ale získali medaili.

### Ženy
| Kategorie                      | Zlato | Čas     | Stříbro | Čas     | Bronz | Čas     |
| ------------------------------ | --- | ------- | --- | ------- | --- | ------- |
| 50 m volný způsob              | Kristin Ottová · Německá demokratická republika (GDR) | 25.49   | Yang Wenyiová · Čína (CHN) | 25.64   | Jill Sterkelová · Spojené státy americké (USA)                                                                                          | 25.71   |
| 50 m volný způsob              | Kristin Ottová · Německá demokratická republika (GDR) | 25.49   | Yang Wenyiová · Čína (CHN) | 25.64   | Katrin Meißnerová · Německá demokratická republika (GDR)                                                                                | 25.71   |
| 100 m volný způsob             | Kristin Ottová · Německá demokratická republika (GDR) | 54.93   | Čuang Jungová · Čína (CHN) | 55.47   | Catherine Plewinskiová · Francie (FRA)                                                                                                  | 55.49   |
| 200 m volný způsob             | Heike Friedrichová · Německá demokratická republika (GDR) | 1:57.65 | Silvia Pollová · Kostarika (CRC) | 1:58.67 | Manuela Stellmachová · Německá demokratická republika (GDR)                                                                             | 1:59.01 |
| 400 m volný způsob             | Janet Evansová · Spojené státy americké (USA) | 4:03.85 | Heike Friedrichová · Německá demokratická republika (GDR) | 4:05.94 | Anke Möhringová · Německá demokratická republika (GDR)                                                                                  | 4:06.62 |
| 800 m volný způsob             | Janet Evansová · Spojené státy americké (USA) | 8:20.20 | Astrid Straußová · Německá demokratická republika (GDR) | 8:22.09 | Julie McDonaldová · Austrálie (AUS) | 8:22.93 |
| 100 m znak                     | Kristin Ottová · Německá demokratická republika (GDR) | 1:00.89 | Krisztina Egerszegiová · Maďarsko (HUN) | 1:01.56 | Cornelia Sirchová · Německá demokratická republika (GDR)                                                                                | 1:01.57 |
| 100 m znak                     | Krisztina Egerszegiová · Maďarsko (HUN) | 2:09.29 | Katrin Zimmermannová · Německá demokratická republika (GDR) | 2:10.61 | Cornelia Sirchová · Německá demokratická republika (GDR)                                                                                | 2:11.45 |
| 100 m prsa                     | Tanya Dangalakova · Bulharsko (BUL) | 1:07.95 | Antoaneta Frenkeva · Bulharsko (BUL) | 1:08.74 | Silke Hörnerová · Německá demokratická republika (GDR)                                                                                  | 1:08.83 |
| 200 m prsa                     | Silke Hörnerová · Německá demokratická republika (GDR) | 2:26.71 | Huang Xiaominová · Čína (CHN) | 2:27.49 | Antoaneta Frenkevaová · Bulharsko (BUL)                                                                                                 | 2:28.34 |
| 100 m motýlek                  | Kristin Ottová · Německá demokratická republika (GDR) | 59.00   | Birte Weigangová · Německá demokratická republika (GDR) | 59.45   | Čchien Chungová · Čína (CHN) | 59.52   |
| 200 m motýlek                  | Kathleen Nordová · Německá demokratická republika (GDR) | 2:09.51 | Birte Weigangová · Německá demokratická republika (GDR) | 2:09.91 | Mary T. Meagherová · Spojené státy americké (USA)                                                                                       | 2:10.80 |
| 200 m polohový závod           | Daniela Hungerová · Německá demokratická republika (GDR) | 2:12.59 | Jelena Dendeberovová · Sovětský svaz (URS) | 2:13.31 | Noemi Lungová · Rumunsko (ROU) | 2:14.85 |
| 400 m polohový závod           | Janet Evansová · Spojené státy americké (USA) | 4:37.76 | Noemi Lungová · Rumunsko (ROU) | 4:39.46 | Daniela Hungerová · Německá demokratická republika (GDR)                                                                                | 4:39.76 |
| štafeta 4×100 m volný způsob   | Německá demokratická republika (GDR) · Kristin Ottová · Katrin Meißnerová · Daniela Hungerová · Manuela Stellmachová · Sabina Schulzeová* · Heike Friedrichová* | 3:40.63 | Nizozemsko (NED) · Marianne Muisová · Mildred Muisová · Conny van Bentumová · Karin Brienesseová · Diana van der Plaatsová*                                         | 3:43.39 | Spojené státy americké (USA) · Mary Wayteová · Mitzi Kremerová · Laura Walkerová · Dara Torresová · Paige Zeminaová* · Jill Sterkelová* | 3:44.25 |
| štafeta 4×100 m polohový závod | Německá demokratická republika (GDR) · Kristin Otto · Silke Hörnerová · Birte Weigangová · Katrin Meißnerová · Cornelia Sirchová* · Manuela Stellmachová*       | 4:03.74 | Spojené státy americké (USA) · Beth Barrová · Tracey McFarlaneová · Janel Jorgensenová · Mary Wayteová · Betsy Mitchellová* · Mary T. Meagherová* · Dara Torresová* | 4:07.90 | Kanada (CAN) · Lori Melienová · Allison Higsonová · Jane Kerrová · Andrea Nugentová · Keltie Dugganová* · Patricia Noallová*            | 4:10.49 |

* Nezúčastnili se finále, ale získali medaili.